# Ористрель, Хоакин
Хоаки́н Ористре́ль Венту́ра (исп. Joaquín Oristrell Ventura; род. 15 сентября 1953, Барселона) — испанский кинорежиссёр и сценарист, писатель, продюсер.

## Биография
Племянник музыканта Руди Вентуры и двоюродный брат актрисы и певицы Иоланды Вентуры. Женат на актрисе Кармен Балаге, у них двое детей. В молодости Ористрель изучал философию и литературу и дебютировал в качестве сценариста в телевизионном конкурсе Un, dos, tres.

## Фильмография

### Сценарист
- Ночь гнева / La noche de la ira (1986).
- Эскилаче / Esquilache (1989).
- Спуститься за покупками / Bajarse al moro (1989).
- Дон Хуан, мой дорогой призрак / Don Juan, mi querido fantasma (1990).
- Коктейль с соусом / Salsa rosa (1992).
- Оркестр «Клуб Виргиния» / Orquesta Club Virginia (1992).
- Зачем говорят о любви, когда имеют в виду секс? / ¿Por qué lo llaman amor cuando quieren decir sexo? (1993).
- Alegre ma non troppo (1994).
- Все вы, мужики, одинаковы / Todos los hombres sois iguales (1994).
- Лицом к лицу / Boca a boca (1995).
- Эффект бабочки / El efecto mariposa (1995).
- Опасности любви / El amor perjudica seriamente la salud (1996).
- Над чем смеются женщины? / ¿De qué se ríen las mujeres? (1997).
- Между ног / Entre las piernas (1999).
- То, ради чего стоит жить / Cosas que hacen que la vida valga la pena (2004).
- Королевы / Reinas (2005).
- Соперники / Rivales (2008)
- Вкус Средиземного моря / Dieta mediterránea (2008)

### Режиссёр
- Над чем смеются женщины? / ¿De qué se ríen las mujeres? (1997).
- Без стыда / Sin vergüenza (2001), «Золотая биснага» Малагского кинофестиваля
- Убить Фрейда / Inconscientes (2003)
- Есть повод! / ¡Hay motivo! (2004)
- Va a ser que nadie es perfecto (2006)
- Вкус Средиземного моря / Dieta mediterránea (2008)
- Ados (2009)